# Gara Altyn Balkanabat
Gara Altyn Balkanabat (turkm. «Gara Altyn» futbol kluby, Balkanabat) – turkmeński klub piłkarski, mający siedzibę w mieście Balkanabat na zachodzie kraju.
W 2008 i 2011 występował w Ýokary Liga.

## Historia
Chronologia nazw:
- 19??: Gara Altyn Nebit Dag (ros. «Гара Алтын» Небит-Даг)
- 1999: Gara Altyn Balkanabat (ros. «Гара алтын» Балканабад)

Piłkarski klub Gara Altyn Balkanabat został założony w miejscowości Balkanabat w 2008 roku, chociaż wcześniej w mistrzostwach Turkmenistanu występowała drużyna Gara Altyn Nebit Dag. W 1993 zespół zajął przedostatnie 9. miejsce w Pierwszej Lidze. Nazwa klubu "Gara Altyn" w języku polskim oznacza Czarne złoto. W 1999 po zmianie nazwy miasta przyjął nazwę Gara Altyn Balkanabat. 
W 2008 otrzymał promocję do Wyższej Ligi Turkmenistanu, tak jak zwycięzca Pierwszej Ligi klub Melik Aszchabad odmówił awansu, to drużyna z drugiego miejsca została promowana. W debiutowym sezonie 2008 zajął 9. miejsce, ale w związku ze skróceniem ilości drużyn w najwyższej klasie rozgrywek spadł do Pierwszej Ligi. W 2011 powrócił do Wyższej Ligi, ale tak jak poprzednio liga w następnym sezonie została skrócona do 9 zespołów i klub został zdegradowany do Pierwszej Ligi.

## Sukcesy

### Trofea międzynarodowe
Nie uczestniczył w rozgrywkach azjatyckich (stan na 31-12-2015).

### Trofea krajowe
Turkmenistan
| \| \| Zdobyte trofea w rozgrywkach Turkmenistanu (stan na: 31-12-2015) \| |                                                                  |      |            |
| Rozgrywki                                                                 | Osiągnięcie                                                      | Razy | Sezon(y)   |
| Mistrzostwo                                                               | I miejsce                                                        | 0    |            |
| Mistrzostwo                                                               | II miejsce                                                       | 0    |            |
| Mistrzostwo                                                               | III miejsce                                                      | 0    |            |
| Mistrzostwo                                                               | 9. miejsce                                                       | 2    | 2008, 2011 |
| Puchar                                                                    | zdobywca                                                         | 0    |            |
| Puchar                                                                    | finalista                                                        | 0    |            |
| Puchar                                                                    | 1/8 finału                                                       | 1    | 2008       |
| II liga                                                                   | I miejsce                                                        | 1    | 2010       |
| II liga                                                                   | II miejsce                                                       | 1    | 2007       |
| II liga                                                                   | III miejsce                                                      | 0    |            |
| Turkmenistan                                                              | Zdobyte trofea w rozgrywkach Turkmenistanu (stan na: 31-12-2015) |      |            |

## Stadion
Klub rozgrywa swoje mecze domowe na stadionie Sport toplumy w Balkanabacie, który może pomieścić 10 000 widzów.

## Piłkarze
Znani piłkarze:
- Goçguly Goçgulyýew
- Juma Meredow

## Trenerzy
...
- 2011–2012:  Amanmyrat Meredow

...